# Edificio Baldi
El Edificio Baldi fue un edificio de la ciudad de Concepción, Chile, ubicado en la calle Barros Arana, en la esquina con la calle Serrano.
Inaugurado en 1920 y diseñado por el arquitecto Ernesto Loosli (quien además diseñó otras edificaciones de la ciudad, como por ejemplo la Casa Esquerre), correspondía a un referente neoclásico, con influencias del modernismo característico de la ciudad y sus alrededores. Construido inicialmente como un centro comercial en la antigua Calle Comercio, el edificio sobrevivió al terremoto de Chillán de 1939.
El edificio era considerado Patrimonio Arquitectónico de la ciudad de Concepción. Durante sus últimos años, fue utilizado por el Instituto Barros Arana, quedando completamente destruido luego del terremoto de Chile del 27 de febrero de 2010. Ese mismo año fue demolida, debido a que los daños fueron completos, siendo irrecuperable incluso su fachada.